# Biserica romano-catolică din Beu
Biserica romano-catolică „Sfântul Adalbert” (în maghiară Szent Adalbert római katolikus templom) este un edificiu religios în satul Beu din Miercurea Nirajului, care se datează din 1332 fiind reconstruit în secolul al XVIII-lea în stil baroc. Biserica este filia parohiei romano-catolice din Miercurea Nirajului și în prezent nu se găsește pe lista monumentelor istorice din județul Mureș.

## Istoric
Biserica satului Beu este amintit pentru prima oară în 1332. A devenit proprietatea reformaților pentru o vreme, dar în secolul al XVIII-lea, odată cu apariția iezuiților, a intrat din nou în proprietatea catolicilor. A suferit o transformare în secolul al XVIII-lea și a primit un aspect baroc. Decorul din stuc al parapetului amvonului baroc și coroana amvonului pictată, aurită, cu sculptură ajurată sunt remarcabile. Mobilierul prezintă elemente specifice ale barocului târziu și clasicismului.
Datorită depopulării zonei, în 1937 preotul paroh s-a mutat în localitatea Miercurea Nirajului și biserica s-a degradat în rang de filie. Restaurarea bisericii a început în 2017 în cadrul Proiectului „Rómer Flóris” susținut de guvernul ungar, implementat de Fundația „Teleki László”. În 2022 cu ocazia împlinirii 500 de ani de la convertirea Sfântului Ignațiu de Loyola, iezuiții din Târgu Mureș au inagurat în localitate un centru de exerciții spirituale.

## Registre
Registrele stării civile din secolele al XVIII-lea și XIX-lea ale parohiei romano-catolice din Beu sunt considerate de a fi valoroase datorită realizării lor într-o manieră artistică. În prezent sunt păstrate la Arhiva Romano-Catolică din Târgu Mureș. 

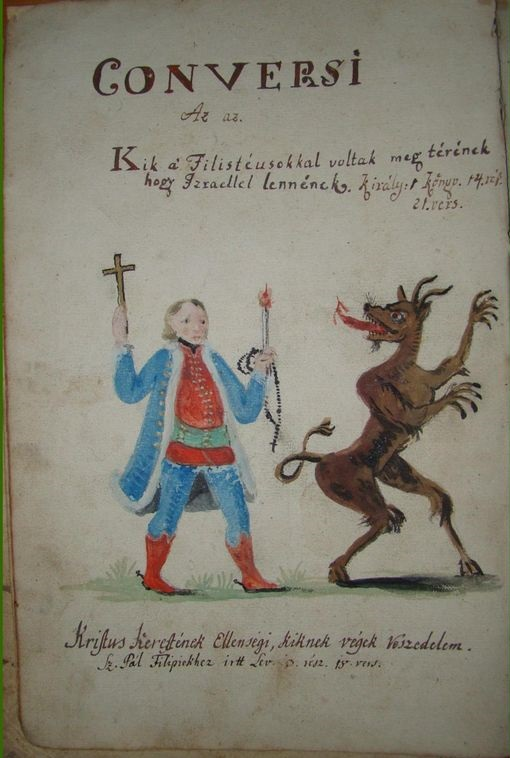
Prima pagină a registrului convertiților (1765-1818)
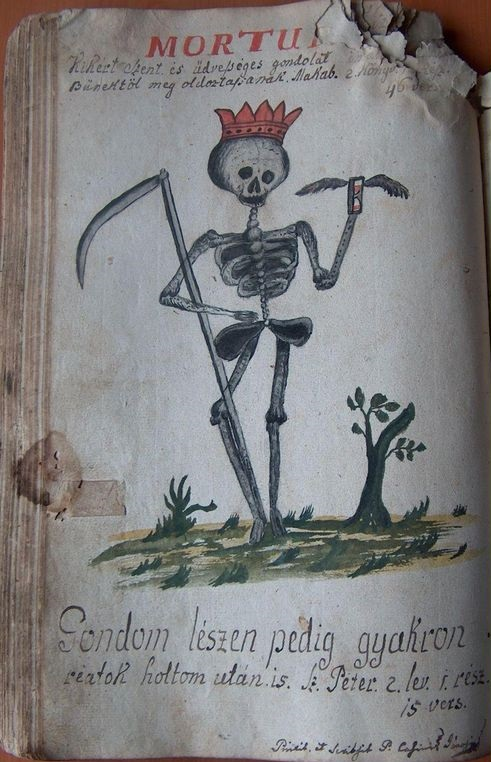
Prima pagină a registrului morților (1819-1857)